# Letov Š-25
Die Letov Š-25 ist ein einmotoriger zweisitziger Doppeldecker, der als Schulflugzeug entwickelt wurde. Der Erstflug fand im Jahre 1930 statt. Das von Alois Šmolík konstruierte Flugzeug wurde in den Letov-Werken in Letňany bei Prag in der Tschechoslowakei hergestellt.
Es wurde nur ein Prototyp hergestellt.

## Technische Daten
| Kenngröße             | Daten                                 |
| --------------------- | ------------------------------------- |
| Besatzung             | 2                                     |
| Länge                 | 9,45 m                                |
| Spannweite            | 11,35 m                               |
| Höhe                  | k. A.                                 |
| Flügelfläche          | 19,40 m²                              |
| Flächenbelastung      | 59,5 kg/m²                            |
| Leermasse             | 960 kg                                |
| Startmasse            | 1180 kg                               |
| Antrieb               | 1 × Škoda HS 8 Fb mit 221 kW (300 PS) |
| Höchstgeschwindigkeit | 197 km/h                              |
| Reisegeschwindigkeit  | 165 km/h                              |
| Steigzeit             | 25 min auf 4000 m Höhe                |
| Dienstgipfelhöhe      | 4700 m                                |
| Reichweite            | 600 km                                |